# Dimachaerus
Los dimachaeri (dimachaerus en singular) fueron un tipo de gladiador romano que debía su nombre a que luchaba con dos espadas. El nombre es un préstamo en el latín de la palabra griega διμάχαιρος cuyo significado es "el que tiene dos espadas" (di = dos y machairi = cuchillo).
Los dimachaeri fueron populares entre los siglos II y IV d. C., y fueron probablemente considerados "maliciosos" por muchos romanos. Los registros escritos y pictóricos sobre los dimachaeri son escasos y más bien indeterminados.

## Equipamiento
Representaciones de los dimachaeri y su equipamiento varían según las fuentes pictóricas, así que es difícil decir exactamente cómo estaban equipados. Algunas fuentes los representan vistiendo una atuendo extremadamente escaso como el balteus (cinturón ancho a veces con apliques de metal) y vendas de cuero, o ninguno, salvo por el subligaculum (una especie de taparrabo). Otras muestran dimachaeri ligeramente más protegidos, variadamente equipados con armaduras de placas, cotas de malla, cascos con visera facial al modo de los mirmilones, grebas y vendas de cuero en ambas piernas, y descalzos o con sandalias. Es un error suponer que los dimachaeri fueron siempre equipados de la misma forma, o incluso similarmente equipados, aparte de blandir dos espadas. Es, además, completamente posible que el dimachaerus no fuera una clase de gladiador separada de las otras, sino una subdisciplina dentro de una clase, o una multidisciplina practicada por múltiples clases. A finales del Imperio Romano, cuando las referencias a los dimachaeri empiezan a aparecer, muchas novedades y nuevos tipos de gladiadores fueron siendo introducidas a la arena, y subclases fueron apareciendo dentro de muchos tipos de gladiador.

## Estilo de lucha
Los dimachaeri estaban equipados para luchas cuerpo a cuerpo. Un dimachaerus usaba un par de sicas (daga curvada) o gladios (espada corta) y su estilo de lucha se orientaba al ataque y defensa con sus armas a menudo usadas como escudo, al carecer de este. Poco más se sabe sobre este gladiador, pero debido a la dificultad de portar dos espadas, se puede decir que los dimachaeri fueron luchadores ambidiestros o altamente hábiles y experimentados, y fueron probablemente exaltados como una clase de gladiador. Los dimachaeri deben haber sido ideados para luchar contra oponentes pesadamente protegidos y también contra otros dimachaeri. También son referidos como luchando contra una clase de gladiador llamado hoplomaco, el cual, de acuerdo con Justo Lipsio, fue supuestamente una variante del samnita.